# Massaranduba (kommun i Brasilien, Paraíba, lat -7,20, long -35,78)
Massaranduba är en kommun i Brasilien.   Den ligger i delstaten Paraíba, i den östra delen av landet, 1 600 km nordost om huvudstaden Brasília. Antalet invånare är 12 910. Arean är 206 kvadratkilometer.
Terrängen i Massaranduba är kuperad åt nordost, men åt sydväst är den platt.
Följande samhällen finns i Massaranduba:
- Massaranduba

Omgivningarna runt Massaranduba är huvudsakligen savann. Runt Massaranduba är det ganska tätbefolkat, med 58 invånare per kvadratkilometer.